# Великий бій Астерікса
«Астерікс і велика битва » ( французькою : Astérix et le coup du menhir , буквально «Астерікс і удар менгіра» ) — французький анімаційний фільм 1989 рокурежисера Філіпа Грімона (його режисерський дебют) та продюсера Янніка Піля. Це шостий анімаційний фільм, заснований на серії коміксів про Астерікса . Історія поєднує сюжети «Астерікса і великої битва» та «Астерікса і віщуна» : незважаючи на ту саму англійську назву, що й перша книга, фільм є переважно адаптацією останньої та не містить титульної «Великої битви». У фільмі Гетафікс випадково збожеволіє та втрачає амнезію через Обелікса, що змушує Астерікса спробувати вилікувати його, оскільки його село обманює шахрайський віщун, який працює на римлян.
Новелізація фільму була випущена англійською мовою під назвою «Операція «Гетафікс» , можливо, щоб уникнути плутанини з оригінальним коміксом, але натомість це призвело до плутанини щодо назви фільму. 

## короткий зміст сюжету
[ редагувати ]
Римляни намагаються захопити друїда Гетафікса в рамках свого плану позбавити повстанське село галлів чарівного зілля, яке дає їм надлюдську силу. Коли Астерікс та Обелікс намагаються врятувати їх, Обелікс кидає менгір і випадково влучає в Гетафікса у виниклому хаосі, що призводить до розвитку амнезії та божевілля . Поки село стикається з цим, Пролікс, шахрай , який видає себе за віщуна , прибуває під час шторму та починає обманювати деяких забобонних та довірливих селян, змушуючи їх повірити в низку своїх пророцтв, які він передбачає в обмін на їжу та напої (пізніше золото).
Знаючи, що римляни швидко зрозуміють, що село в біді без чарівного зілля, Астерікс і Вітальстатістікс відчайдушно намагаються змусити Гетафікса зварити його. Його суміші швидко виявляються проблематичними та спонукають один з місцевих римських гарнізонів відправити шпигуна в село. Незважаючи на камуфляж, легіонера захоплюють у полон і використовують як піддослідного кролика для деяких творінь Гетафікса. Одне з них робить його легшим за повітря, змушуючи його злетіти назад до римського табору, де він повідомляє про свою проблему. Римляни відправляють патруль на розслідування і в лісі натрапляють на Пролікса, якого вони захоплюють. Хоча наказ з Риму говорить про те, що всіх галльських віщунів потрібно заарештувати, центуріон гарнізону переконаний у здібностях Пролікса та використовує його, щоб прогнати селян.
Повернувшись до села, Пролікс пророкує загибель, якщо село не буде покинуте. Усі, крім Астерікса, Обелікса, Догматікса та Гетафікса, вирушають на сусідній острів. Невдовзі після прибуття римлян Гетафікс варить дуже отруйне зілля, пари якого огортають село, відновлюючи його пам'ять і здоровий глузд після випадкового випивання, і проганяючи римлян, які вірили, що передбачення Пролікса збулося. Гетафікс швидко варить чарівне зілля та переконує селян перевірити здібності віщуна, напавши на римський табір. Оскільки він не передбачив штурму табору галлами, Пролікс виявляється обманщиком; під час битви (яку очолюють жінки села, яких Пролікс найбільше обдурив) Пролікс зруйнований іншим менгіром, кинутим Обеліксом, і втрачає розум. Після битви центуріона понижують у званні до солдата за його невдачу, і тепер його Оптіо (тепер командуючий) наказує йому прибрати пошкодження, божевільному Проліксу також наказують покинути табір, а легіонер, що все ще ширяв, щасливо відлітає, коли село повертається до нормального життя.

## У ролях
[ редагувати ]
| Персонаж            | Персонаж                           | Персонаж              | Оригінальний дубляж                            | Англійський дубляж                 | Англійський дубляж                 |
| Оригінальний дубляж | Версія для Великої Британії (1990) | Версія для США (1995) | Оригінальний дубляж                            | Версія для Великої Британії (1990) | Версія для США (1995)              |
| ------------------- | ---------------------------------- | --------------------- | ---------------------------------------------- | ---------------------------------- | ---------------------------------- |
| Астерікс            | Астерікс                           | Астерікс              | Роджер Карел                                   | Білл Одді                          | Генрі Вінклер                      |
| Ідефікс             | Догматикс                          | Догматикс             | Роджер Карел                                   | Роджер Карел                       | Роджер Карел                       |
| Обелікс             | Обелікс                            | Обелікс               | П'єр Торнад                                    | Бернард Бресслоу                   | Роузі Грієр                        |
| Панорамікс          | Гетафікс                           | Вітамікс              | Анрі Лабюссьєр                                 | Пітер Хокінс                       | Денні Манн                         |
| L'optione           | Крайсус                            | Опції                 | Патрік Прежан                                  | Майкл Елфік                        | Денні Манн (не вказаний у титрах)  |
| Пролікс             | Пролікс                            | Пролікс               | Жульєн Гіомар                                  | Рон Муді                           | Білл Мартін                        |
| Абраракурсікс       | Vitalstatistix                     | Головний Бомбастікс   | Анрі Пуар'є                                    | Дуглас Блеквелл                    | Грег Берсон                        |
| Assurancetourix     | Какофонікс                         | Франксінатрікс        | Едгар Гіврі (виступає) Жан-Жак Крам'є (співає) | Тім Брук-Тейлор                    | Грег Берсон (не вказаний у титрах) |
| Ле дьюріон          | Ардеко                             | Сержант Нодлс         | Жерар Кроче                                    | Ендрю Сакс                         | Грег Берсон (не вказаний у титрах) |
| Костінмін           | Імпедимента                        | Боннемін              | Марі-Анн Шазель                                | Шейла Хенкок                       | Люсіль Блісс                       |
| Сотник              | Генерал Каус                       | Босса-нова            | Роджер Люмонт                                  | Браян Блессед                      | Ед Гілберт                         |
| Пані Агеканонікс    | Пані Геріатрікс                    | Пані Геріатрікс       | Жанін Форні                                    | Кетрін Герлбатт                    | Мона Маршалл                       |
| Оповідач            | Оповідач                           | Оповідач              | Немає даних                                    | Немає даних                        | Тоні Джей                          |
| Ейджканонікс        | Геріатрикс                         | Геріатрикс            | Пол Бішілья                                    | Ян Томпсон                         | Денні Манн (в титрах не вказаний)  |
| Cétautomatix        | Повністю автоматичний              | Повністю автоматичний | Жан-Клод де Горос                              | Шон Барретт                        | Білл Мартін (не вказаний у титрах) |
| Кай Блокус          | Крокус цибулинний                  | Крокус цибулинний     | Жан-Клод Робб                                  | Джеффрі Метьюз                     | Білл Мартін (не вказаний у титрах) |
| Ордральфабетікс     | Негігієнічність                    | Фішстікс              | Жерар Кроче                                    | Керрі Шейл                         | Ед Гілберт (в титрах не вказаний)  |
| Пані Сетаутоматикс  | Пані Фулліавтоматікс               | Пані Фулліавтоматікс  | Пауле Емануеле                                 | Елізабет Прауд                     | Невідомо                           |
| підводний човен     | Бактерії                           | Бактерії              | Даніель Азан                                   | Кетрін Герлбатт                    | Невідомо                           |
| Легіонери           | Легіонери                          | Легіонери             | Жан-Франсуа Оп'є                               | Невідомо                           | Невідомо                           |
| Легіонери           | Легіонери                          | Легіонери             | Бруно Шоель                                    | Невідомо                           | Невідомо                           |

### Додаткові голоси
[ редагувати ]
- Британська версія (1990): Елізабет Прауд,  Джеффрі Метьюз,  Ієн Томпсон,  Кетрін Герлбатт,  Керрі Шейл ,  Шон Барретт

## Нотатки до випуску
[ редагувати ]
У першому англійському дубляжі фільму «Астерікс і велика бійка» знімалися, серед інших, Білл Одді , Бернард Бресслоу , Пітер Гокінс , Браян Блессед , Тім Брук-Тейлор , Ендрю Сакс та Рон Муді , і він був широко представлений у Великій Британії. Для британського релізу DVD Box Set замість британського дубляжу було включено американський дубляж, в якому озвучували Генрі Вінклер у ролі Астерікса, Розі Грієр у ролі Обелікса та Люсіль Блісс у ролі Бонемін. Цей дубляж мав намір випустити в США, але зрештою так і не відбувся, і його було відкладено, доки французький дистриб'ютор Gaumont не придбав права та не включив його на DVD. Американський дубляж вважається шанувальниками оригіналу гіршим через зміну частин сценарію, а також імен персонажів (Getafix змінено на «Vitamix», Vitalstatistix на «Chief Bombastix», Cacofonix на «Franksinatrix», Impedimenta на «Bonemine» (її справжнє французьке ім'я), а Unhygienix на «Fishstix»), а також через загальне спрощення для аудиторії, яка, як вважається, не знайома з персонажами. [1] [2] В американському дубляжі римським персонажам надаються стереотипні італійські комедійні акценти, оповідач ( Тоні Джей ) пояснює сюжет аудиторії, а також вносяться зміни до термінології оригінальної історії, замінюючи «wizard» на друїд, «fortuneteller» на віщун, «rockets» на менгіри та «vitamin potion» на чарівне зілля